# باول جيلكريست
باول جيلكريست (بالإنجليزية: Paul Gilchrist)‏ (5 يناير 1951 في المملكة المتحدة - ) هو لاعب كرة قدم بريطاني في مركز الهجوم. لعب مع تشارلتون أثلتيك وسويندون تاون ونادي بورتسموث ونادي دونكاستر روفرز ونادي ساوثهامبتون ونادي هيرفورد ويوفل تاون.

## وصلات خارجية
- باول جيلكريست على موقع قاعدة بيانات كرة القدم.إي يو (الإنجليزية)